# 劉榮 (臨江王)
臨江閔王劉榮（前168年以前—前148年），是漢景帝長子，母為栗姬。刘荣曾被立为太子，后又被废，封为临江王。他是中國歷史上第一個被廢的皇太子。

## 生平
景帝共有十四子，刘荣为长子，生年不详。其异母弟刘非生于前168年，刘荣生年当不迟于前168年。景帝前元四年夏四月己巳（前153年）刘荣被封為皇太子。當時景帝姊館陶公主劉嫖就向栗姬提起希望讓自己女兒陈氏嫁給太子為妃的意願。但是栗姬因為劉嫖時常獻美女給景帝，對她一點好感也沒有，反而憤怒地推辭了公主提出的親事。
劉嫖碰了一鼻子灰，便轉而向景帝寵愛的另一位姬妾王夫人提出親事，希望讓女兒陈氏嫁給她的兒子劉徹，王夫人很快就同意了。但劉嫖對栗姬擺她架子的事仍然感到丟臉難堪，便在景帝跟前說栗姬的壞話：「栗姬這女人相當善妒，每次遇到其他有寵的妃子，就常讓侍者在她們背後吐口水來詛咒她們，而且她還相當迷信巫術呢。」景帝聽了以後，也開始對栗姬印象變差起來。
後來景帝偶然健康不佳，為此心情也不怎麼高興，便告訴栗姬：「我百年以後，希望妳能善待其他的妃子與她們的兒子。」栗姬聽完這話，反而更加暴怒起來，她非但不願意照顧其他有寵的姬妾子女，甚至對景帝出言不遜。景帝對她的態度也相當不滿，卻還是忍耐下來，只差沒有發作而已。
自從館陶公主與王夫人訂下兒女親事後，公主便時常向景帝誇獎王夫人的兒子。而景帝以前曾聽王夫人說，她在懷孕時曾夢見日入腹中，所以也連帶覺得王夫人的兒子比較好。王夫人知道景帝還在擔心栗姬的事，怕事情生變，就設計陷害栗姬。她唆使大臣向景帝請求立栗姬為皇后，大臣便向景帝進言：「常言道：『子以母貴，母以子貴』，今天太子的生母只是一個姬妾，應該要給她一個名號才是，所以應當立為皇后。」景帝大怒曰：「這是你該說的話嗎？！」於是將進言的大臣處死，並且廢太子為臨江王，時為漢景帝前元七年（公元前150年）。他的母亲栗姬则愈加恚恨，又见不到景帝，以忧死。
因其弟臨江哀王劉閼，於孝景帝前元二年（前155年）封臨江王，但一年後卒，無後，其國廢除為郡。所以劉榮被廢後亦封為臨江王。
中元二年（公元前148年），臨江王劉榮被控坐侵廟壖垣為宮，景帝徵榮覲見。劉榮一行由江陵北門出發。上車後，車軸折斷而車被廢棄。江陵父老流涕竊言曰：「吾王不反（返）矣！」榮到達時，被帶到中尉府簿。中尉郅都責訊臨江王，刘荣恐懼因而自殺。谥号为閔，故号臨江閔王，葬於藍田。傳說有燕數萬銜土置於塚上，百姓皆憐惜臨江閔王。

## 延伸阅读
[在维基数据编辑]
 《史記/卷059》，出自司馬遷《史記》